# Hugo Groothoff

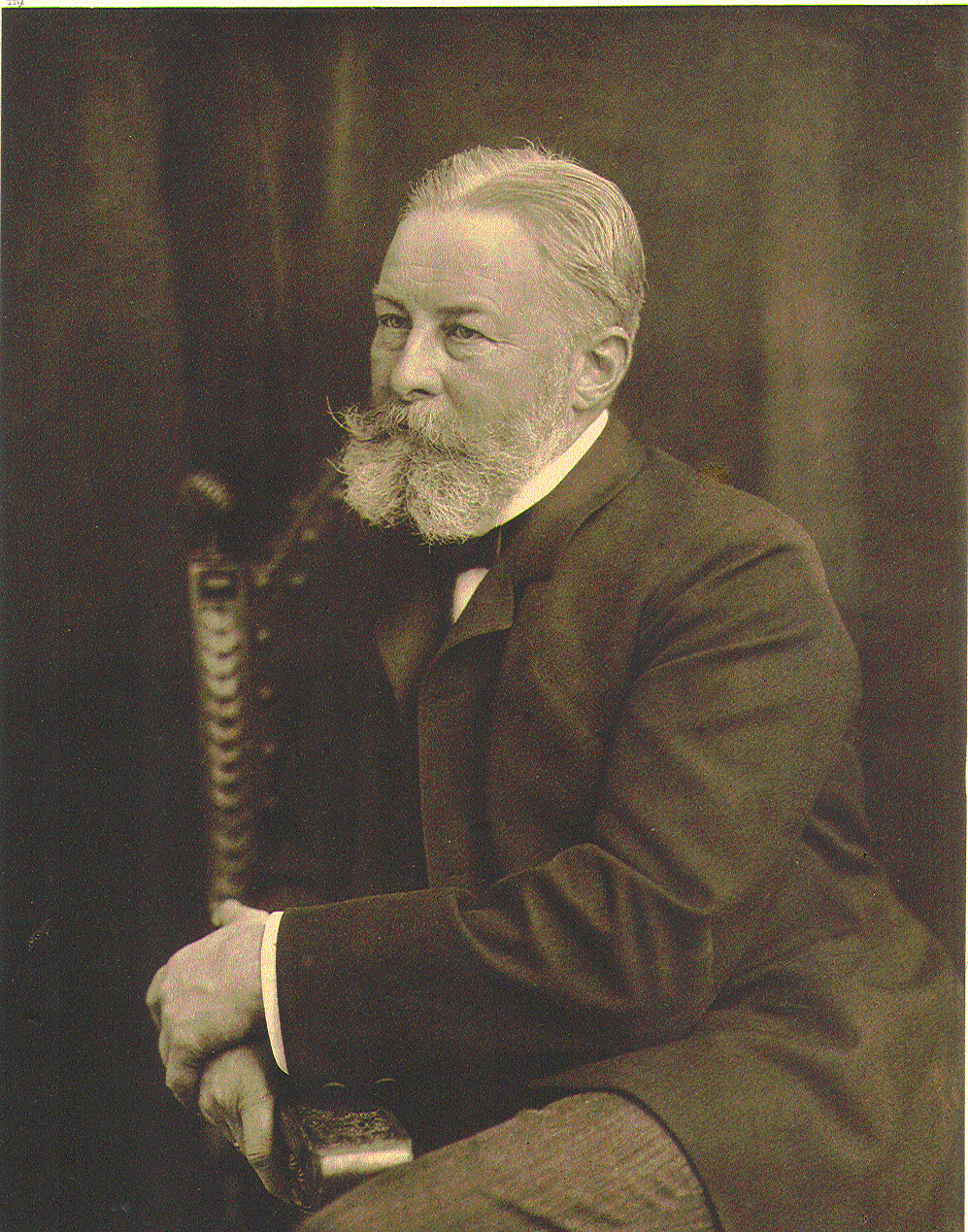
Groothoff 1905

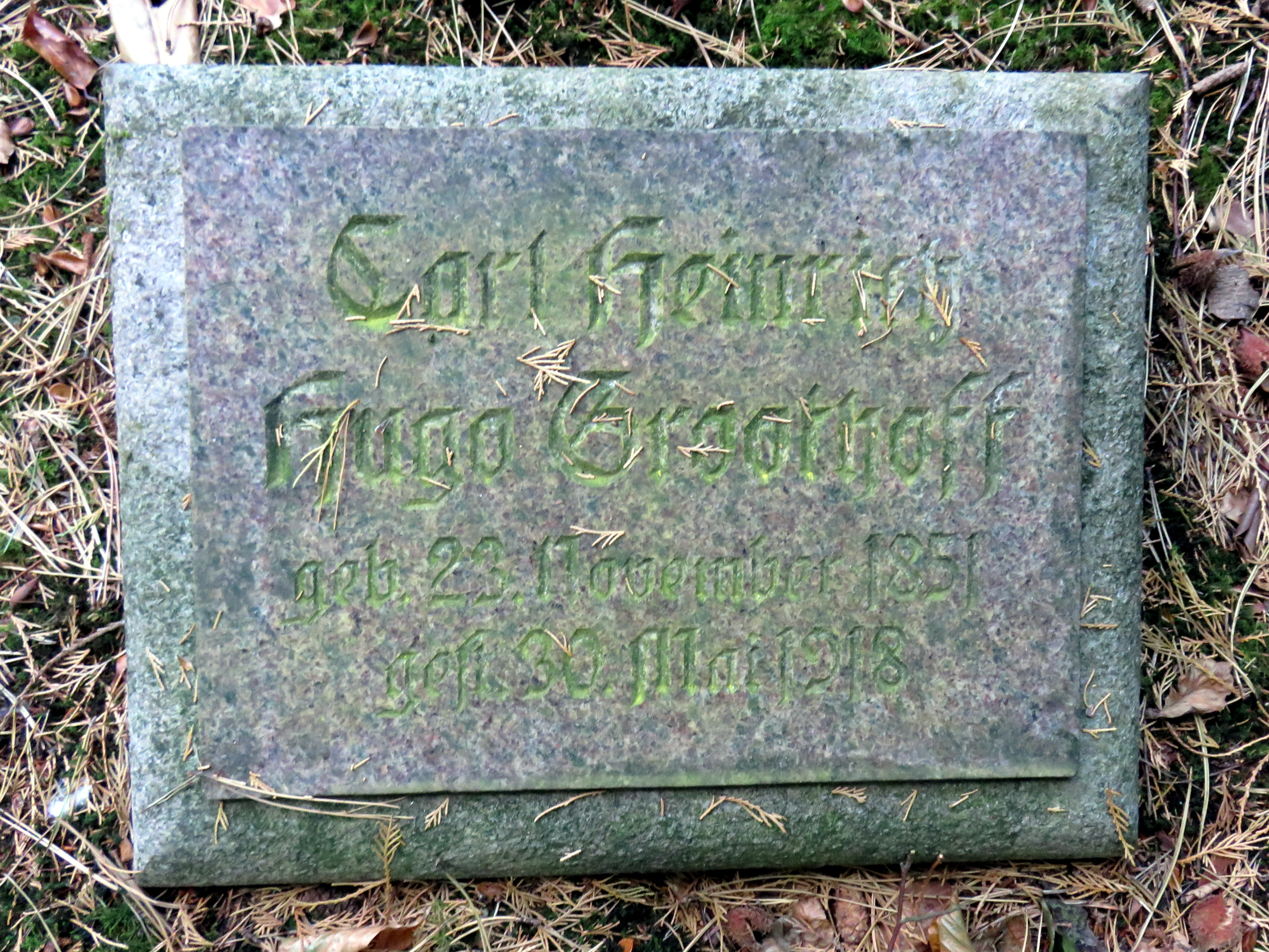
Kissenstein Carl Heinrich Hugo Groothoff auf dem Friedhof Ohlsdorf

Hugo Groothoff (* 23. November 1851 in Hamburg; † 30. Mai 1918 ebenda; vollständiger Name Carl Heinrich Hugo Groothoff) war ein deutscher Architekt.

## Leben
Ab 1874 arbeitete Hugo Groothoff als Bauleiter in Frankfurt am Main, im Frankfurter Dombaubüro und als selbständiger Architekt in Wiesbaden, bevor er 1884 nach Hamburg zurückkehrte. 
Von 1884 bis 1887 unterrichtete Groothoff an der Gewerbeschule. Ab 1887 arbeitete er wieder als selbständiger Architekt, zunächst an kleineren Aufträgen. Später wurde er bekannt durch Kirchenbauten im neugotischen Stil und andere öffentliche Gebäude, bei denen er sich verschiedener Stile bediente.
Am 19. März 1899 erhielt Hugo Groothoff für seine Verdienste um den Kirchenbau den Preußischen Kronenorden.
Carl Heinrich Hugo Groothoff wurde auf dem Ohlsdorfer Friedhof in Hamburg auf der Familiengrabstätte Koester/Groothoff im Planquadrat S 26 / T 26 beigesetzt.
Im Hamburger Stadtteil Winterhude wurde 1929 die Groothoffgasse nach ihm benannt. 

## Bauten
| Bild | Bauzeit   | Bauwerk                                                                                    | Ort                    | Beschreibung |
| ---- | --------- | ------------------------------------------------------------------------------------------ | ---------------------- | --- |
|      | 1888–1889 | Synagoge „D.S. Wallichs Klause“                                                            | Hamburg-Neustadt       | Neubau, in den 1920er Jahren aufgegeben |
|      | 1891      | Pastorat mit Betsaal                                                                       | Hamburg-Stellingen     | Neubau, 1943 zerstört |
|      | 1893      | Evangelische Kirche Aukrug                                                                 | Aukrug-Innien          | Mit der Saalkirche über kreuzförmigen Grundriss realisierte Baumeister Groothoff erstmals den für ihn charakteristischen Typ einer Dorfkirche. Auch die Abmessungen und Proportionierungen sind bei den von ihm danach realisierten ländlichen Kirchenbauten in Wankendorf, Brokstedt, Hamburg-Eidelstedt und Hennstedt in etwa gleich. |
|      | 1893–1895 | Dankeskirche und Pastorat                                                                  | Hamburg-Hamm           | Neubau, 1943 zerstört |
|      | 1894      | Pastorat der Martinskirche                                                                 | Hamburg-Horn           | Neubau, 1943 zerstört |
|      | 1894      | Evangelische Kirche Wankendorf                                                             | Wankendorf             | Neubau |
|      | 1894–1895 | Christuskirche                                                                             | Pinneberg              | Neubau |
|      | 1895      | Pastorat mit Betsaal                                                                       | Kiebitzreihe           | Neubau, nach 1971 zum Wohnhaus umgebaut |
|      | 1895–1896 | Kirche Schiffbek                                                                           | Schiffbek              | Neubau, 1943 zerstört |
|      | 1896      | Christuskirche                                                                             | Hansühn                | Neubau |
|      | 1896      | Kapelle Zum Guten Hirten mit Pastorat                                                      | Tangstedt              | Neubau, 1964–1965 verändert |
|      | 1896–1897 | Kirche des Evangelischen Johannesstifts                                                    | Berlin-Plötzensee      | Neubau, nach 1910 für den Bau des Westhafens abgerissen |
|      | 1897–1899 | Erlöserkirche                                                                              | Hamburg-Lohbrügge      | Neubau |
|      | 1898      | Bismarckturm (Lütjenburg)                                                                  | Lütjenburg             | Neubau |
|      | 1898–1899 | St. Markus                                                                                 | Hamburg-Hoheluft-Ost   | Neubau, 1943 schwer beschädigt, bis 1949 als Notkirche wiederaufgebaut |
|      | 1898–1900 | St. Matthäi                                                                                | Lübeck                 | Neubau |
|      | 1899–1900 | Evangelische Kirche Brokstedt                                                              | Brokstedt              | Neubau |
|      | 1899–1900 | Gemeindehaus                                                                               | Hamburg-Rothenburgsort | Neubau, im Zweiten Weltkrieg zerstört |
|      | 1900      | Wilhelm Bergner Mausoleum auf dem alten Friedhof in Hamburg-Lohbrügge                      | Hamburg-Lohbrügge      | Neubau |
|      | 1900–1901 | Marien-Magdalenen-Kloster                                                                  | Hamburg-Eilbek         | Neubau, im Zweiten Weltkrieg zerstört |
|      | 1900–1901 | Maria-Magdalenen-Kirche mit Pastorat                                                       | Reinbek                | Neubau |
|      | 1900–1901 | Dreieinigkeitskirche                                                                       | Hamburg-Allermöhe      | Restaurierung der 1614 geweihten Kirche |
|      | 1902      | Pastorat der St. Nicolai                                                                   | Hamburg-Altengamme     | Neubau |
|      | 1902–1903 | Stockelsdorfer Kirche                                                                      | Stockelsdorf           | Neubau |
|      | 1903      | St. Nikolai                                                                                | Hamburg-Moorfleet      | Restaurierung des Schiffs der 1680 geweihten Kirche |
|      | 1902–1903 | Heiligengeistkirche                                                                        | Hamburg-Barmbek-Süd    | Neubau, 1943 schwer beschädigt, bis 1955 wiederaufgebaut, 2008 abgerissen |
|      | 1903      | Kapelle Wittdün                                                                            | Wittdün                | Neubau |
|      | 1904–1905 | Immanuelkirche                                                                             | Hamburg-Veddel         | Neubau, 1944 zerstört, bis 1954 in veränderter Form wiederaufgebaut |
|      | 1904–1906 | Seehospital Sahlenburg                                                                     | Cuxhaven-Sahlenburg    | Neubau |
|      | 1905–1906 | Deutsches Seemannsheim Wolfgangsweg, Haus der Deutschen Seemannsmission                    | Hamburg-Neustadt       | Neubau |
|      | 1905–1906 | Lutherkirche in der Karpfangerstraße                                                       | Hamburg-Neustadt       | Neubau, im Zweiten Weltkrieg zerstört |
|      | 1906      | Elisabethkirche                                                                            | Hamburg-Eidelstedt     | Neubau |
|      | 1906      | St. Paulus                                                                                 | Hamburg-Heimfeld       | Neubau |
|      | 1906–1907 | St. Andreas                                                                                | Hamburg-Harvestehude   | Neubau, 1943 zerstört, bis 1951 wiederaufgebaut |
|      | 1907      | Christuskirche                                                                             | Hennstedt              | Neubau |
|      | 1907–1908 | Gemeindehaus von St. Johannis-Harvestehude an der Ecke Heimhuder Straße / Bei St. Johannis | Hamburg-Rotherbaum     | Neubau |
|      | 1908–1909 | Bücherhalle Kohlhöfen                                                                      | Hamburg-Neustadt       | Neubau |
|      | 1911      | Friedhofskapelle, Neuer Friedhof Harburg                                                   | Hamburg-Harburg        | Neubau, im Zweiten Weltkrieg beschädigt, 1961–1962 verändert |
|      | 1912–1913 | Asyl für obdachlose Männer                                                                 | Hamburg-Neustadt       | Neubau |
|      | 1915      | Bücherhalle Eilbek                                                                         | Hamburg-Eilbek         | Neubau |

## Schriften
- Die Kirche zu Rellingen. In: Deutsche Bauzeitung, 26. Jahrgang 1892, Nr. 19, S. 112.
- Über die Arbeiterwohnhaus-Frage in Hamburg. (Vorträge) Hamburg 1897.
- Das Patriotische Gebäude, sein Erbauer Theodor Bülau und der diesjährige Umbau des Hauses. (Vortrag, gehalten im Architekten- und Ingenieur-Verein zu Hamburg am 4. November 1898) Hamburg 1898.
- Gebäude für Wohltätigkeitszwecke. In: Architekten- und Ingenieur-Verein zu Hamburg (Hrsg.): Hamburg und seine Bauten. 2. Auflage, Hamburg 1914, S. 330–365.